# 351
| [ Edytuj tabelę ] |                                                 |
| Król Aksum        | - 320 Ezana 360                                 |
| Władca Guptów     | - 330 Samudragupta 375                          |
| Władca Korei      | - 331 Kogugwŏn 371                              |
| Papież            | - 337 Juliusz I 352                             |
| Król Persji       | - 309 Szapur II 379                             |
| Cesarz Rzymu      | - 337 Konstancjusz II 361 - 350 Magnencjusz 353 |

Rok 351 / CCCLI
stulecia: III wiek ~
IV wiek ~
V wiek

lata: 341 «
346 «
347 «
348 «
349 «
350 «
351
» 352
» 353
» 354
» 355
» 356
» 361

## Wydarzenia
- 7 maja:
  - wybuch żydowskiego powstania zwanego Wojną przeciwko Gallusowi.
  - nad Jerozolimą ukazał się wielki świetlisty krzyż. Zjawisko zostało opisane przez biskupa Cyryla w liście do cesarza Konstancjusza II.
- 28 września – Konstancjusz II pokonał Magnencjusza w bitwie pod Mursją.

- Synod w Sirmium: przewaga arian i wygnanie biskupów katolickich.